# Yevgenia Bosch
Yevgenia Bosch (3 septembrie [S.V. 22 august] 1879 – 5 ianuarie 1925) a fost o activistă bolșevică, politician și membră a guvernului Ucrainei.